# Bianca Meyerink
Bianca Meyerink (Jans) (* 18. September 1992 in Nordhorn) ist eine deutsche Volleyballspielerin.

## Karriere
Bereits als Sechsjährige begann Bianca Meyerink mit dem Volleyball beim SCU Emlichheim. In der Saison 2008/09 gehörte sie zum ersten Mal dem Zweitligakader des Vereins an. Die Mittelblockerin nahm 2009 mit der deutschen Jugendnationalmannschaft an der U-18 Weltmeisterschaft in Thailand teil und kam dort zu fünf Einsätzen. In der folgenden Spielzeit war die damals 17-Jährige zum letzten Mal für den Verein aus der Samtgemeinde Emlichheim aktiv. In der Saison 2010/11 spielte Meyerink beim Stützpunktteam VC Olympia Berlin. Die Mittelblockerin stand bei der 0:3-Niederlage gegen den SC Potsdam zum Saisonauftakt in der Startformation. Der erste Sieg im deutschen Volleyball-Oberhaus gelang dagegen erst in der letzten Begegnung der Spielzeit mit 3:1 gegen das SWE Volley-Team. Meyerink hatte daran mit einer Aufschlagserie im zweiten Satz entscheidenden Anteil. In der Saison 2011/12 spielte sie für den Köpenicker SC. 2012 kehrte Meyerink zu SCU Emlichheim zurück, wo sie bis 2014 in der zweiten Bundesliga spielte.

## Privates
Bianca Meyerink besucht das Schul- und Leistungssportzentrum Berlin (ehemaliges Coubertin-Gymnasium). Sie ist die Tochter von Christina und Bau-Ingenieur Jan-Heinz Meyerink, der außerdem noch als Manager beim SCU Emlichheim tätig ist. Der Bruder der Abiturientin heißt Michael und ist Fußballtorwart. Bianca Meyerink und Jennifer Geerties waren die ersten beiden Sportlerinnen, die sich in das Goldene Buch der Gemeinde Emlichheim eingetragen haben.